# Ушаолин (горы)
Ушаолин (кит. трад. 烏鞘嶺, упр. 乌鞘岭, пиньинь Wūshāolǐng, буквально: «хребет Ушао») — горная гряда в провинции Ганьсу в северо-западной части Китая, примерно в 160 километрах к северо-западу от столицы провинции города Ланьчжоу.

## Название
Название Ушаолин в тибетских языках — Хвашанцзе (哈香日), означает «горы [китайских] монахов» (和尚岭), так как согласно легенде, в этих горах существовал монастырь Сян-цзы (湘子庙), давший им название. В период 16 варварских государств горы назывались Хунчилин или просто Хунчи (洪池岭).
Также встречаются названия Ушао Лин (乌梢岭、乌沙岭) или просто Ушао (鞘音, 同梢).

## Физическая характеристика
Кряж Ушаолин является продолжением гряды Лэнлунлин (冷龙岭) хребта Цилянь. С юга к нему примыкает Мая-Сюэшань (马牙雪山), что в Тяньчжу-Тибетском автономном уезде, на западе кряж ограничен ущельем Гулан-шанься, а на востоке он очерчивает западную границу котловины Лунси.
Протяжённость его с востока на запад составляет около 17 км, с севера же на юг — около 10 км. Средняя высота вершин — от 3000 до 3500 метров. Наиболее высоким пиком гряды является восточная вершина Тяньчжу-Маомаошань (天祝毛毛山 3562 метра), а относительная высота составляет 500 до 700 метров. Склоны пологие.
Горная форма рельефа со значительными элементами пустынного ландшафта на северных склонах. Западные отроги Ушаолина вместе с прилегающими склонами гор Ланьшань формируют область, на которую приходится до 30 % пустынной территории Китая. С учётом тенденции к интенсификации землепользования в Китае, с 1993 года прогнозируется усиление опустынивания склонов Ушаолин и увеличение площади других китайских пустынь.

### Климат
Среднегодовая температура −0,2 C°, среднегодовое количество осадков составляет 543 миллиметра. Самым влажным месяцем является июль — в среднем 131 мм осадков, а самым сухим является январь, с 3 мм осадков.
Горы Ушаолин являются барьером между более влажной и прохладной восточной зоной, и начинающейся западнее засушливой зоной континентального климата. В нижнем поясе гор более увлажнённой восточной части, подверженной отдалённому воздействию летнего муссона, — обширные горные луга на лёссах; на северных склонах — участки хвойного леса. Южный склон является важным высокогорным пастбищем. Имеются ледники.

## Значение
Из-за особого географического положения, хребет Ушаолин представляет очень важную точку для географии Китая. Находясь на стыке Тибетского нагорья, монгольской равнины и Центрально-китайского плато, Ушаолин является:
- естественной границей между Лёссовым плато и коридором Хэси;
- рубежом между восточными земледельческими территориями и пастбищными районами западных оазисов;
- наглядной линией перехода из полузасушливой[англ.] в засушливую климатическую зону;
- самой западной точкой, достигаемой восточноазиатским муссоном и, таким образом, пограничьем между зоной муссонов и немуссонной зоной;
- границей между бассейном внутреннего стока и областью внешнего стока;
- водоразделом бассейнов рек Хуанхэ и Шиянхэ[англ.].

### Коммуникации
Горы эти с давних времён была препятствием для транспорта, когда через эту местность шёл северный марштрут шёлкового пути. В наше время через хребет пролегают следующие трассы:
- через перевал Ушаолин (3030 м) Китайское национальное шоссе 312;
  - Скоростная автомагистраль G30 Ляньюньган — Хоргос[англ.] (Ляньхуо);
  - железнодорожная спираль Ушаолин (заброшена);
- через туннель Ушаолин (21,05 км) — Ланьсиньская железная дорога.